# Notoreas
Notoreas är ett släkte av fjärilar. Notoreas ingår i familjen mätare.

## Dottertaxa tillNotoreas, i alfabetisk ordning[1]
- Notoreas aethlopa
- Notoreas anthracias
- Notoreas arcuata
- Notoreas atmogramma
- Notoreas blax
- Notoreas brephos
- Notoreas brephosata
- Notoreas catocalaria
- Notoreas chioneres
- Notoreas ferox
- Notoreas fulva
- Notoreas galaxias
- Notoreas hexaleuca
- Notoreas incompta
- Notoreas insignis
- Notoreas ischnocyma
- Notoreas isoleuca
- Notoreas isomoera
- Notoreas mechanitis
- Notoreas niphocrena
- Notoreas omichlias
- Notoreas opipara
- Notoreas orphanaea
- Notoreas ortholeuca
- Notoreas paradelpha
- Notoreas simplex
- Notoreas synclinalis
- Notoreas villosa
- Notoreas vulcania
- Notoreas zopyra